# Galopun
Galopun je nenaseljeni otočić uz zapadnu obalu Istre, dio Vrsarskog otočja.
Površina otoka je 2930 m2, a visina 3 metra.
Prema Zakonu o otocima, a glede demografskog stanja i gospodarske razvijenosti, Galopun je svrstan u "male, povremeno nastanjene i nenastanjene otoke i otočiće" za koje se donosi programe održivog razvitka otoka.
U Državnom programu zaštite i korištenja malih, povremeno nastanjenih i nenastanjenih otoka i okolnog mora Ministarstva regionalnoga razvoja i fondova Europske unije, svrstan je pod "manje
nadmorske tvorbe (hridi različitog oblika i veličine). Pripada općini Vrsar.

## Vanjske poveznice
|  | Zajednički poslužitelj ima još gradiva o temi Galopun |